# Церкви мира
«Церкви мира» (пол. Kościoły Pokoju, нем. Friedenskirchen) — крупнейшие деревянные сакральные постройки Европы. Расположены в нижнесилезских городах Свидница и Явор (территория современной Польши). В 2001 году «церкви мира» были внесены в список Всемирного наследия ЮНЕСКО.
«Церкви мира» были построены во второй половине XVII века после Вестфальского мира 1648 года, который завершил кровопролитнейшую в истории Европы войну, бушевавшую целых 30 лет. Под давлением протестантской Швеции император Священной Римской империи Фердинанд III Габсбург (католик по вероисповеданию) предоставил силезским лютеранам-евангелистам право постройки трех храмов на территории, находящейся под его непосредственным управлением.
Согласие императора содержало ряд дополнительных ограничений:
- церкви должны были быть построены только из недолговечных материалов (дерево, солома, глина, песок)
- церкви можно было строить только за чертой города, однако не дальше пушечного выстрела от городских стен
- церкви не должны были иметь башен, колоколов, а также иметь традиционную форму
- церкви должны были быть выстроены в течение одного года
- постройка должна была происходить исключительно на деньги протестантов
- при церквях нельзя было открывать приходские школы

Всего было выстроено три церкви: в Глогуве, Яворе и Свиднице. Первая из них сгорела в 1758 году от удара молнии. Таким образом, до нашего времени дошли два храма — Яворская церковь мира и Свидницкая церковь мира. До Второй мировой войны оба храма стояли на землях прусской короны.

Церкви Мира в середине XVIII века
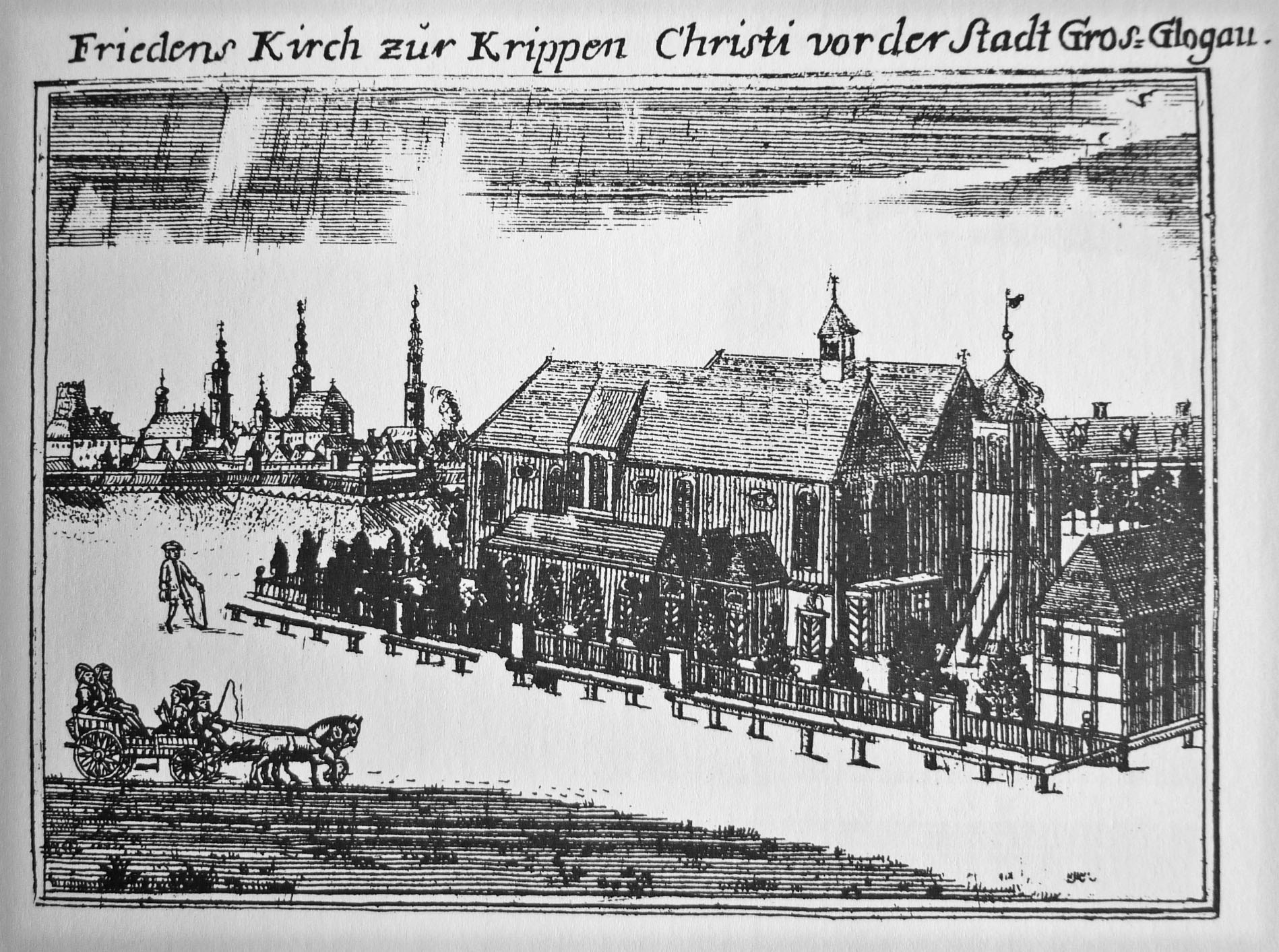
в Глогау (Глогуве)
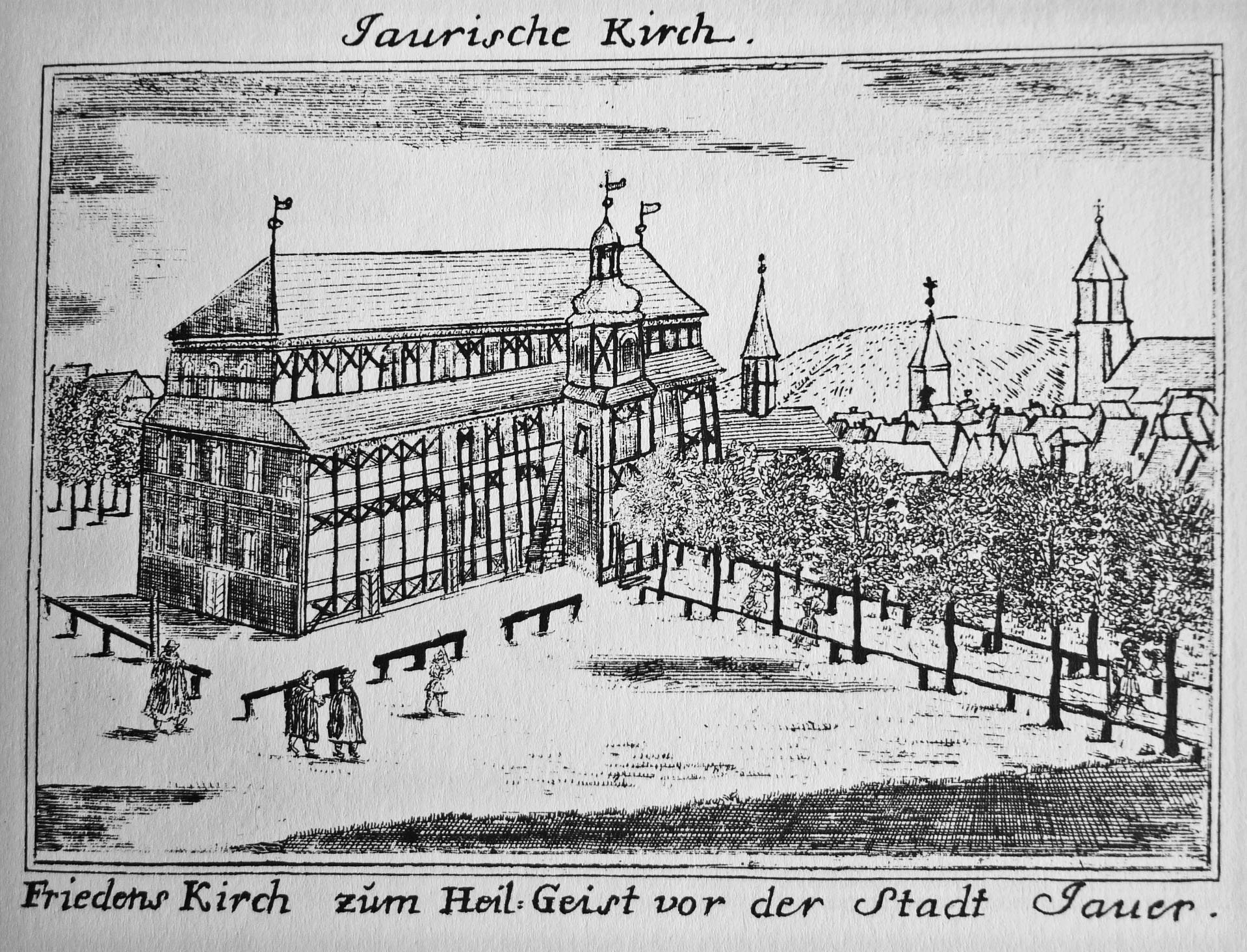
в Яауэре (Яворе)
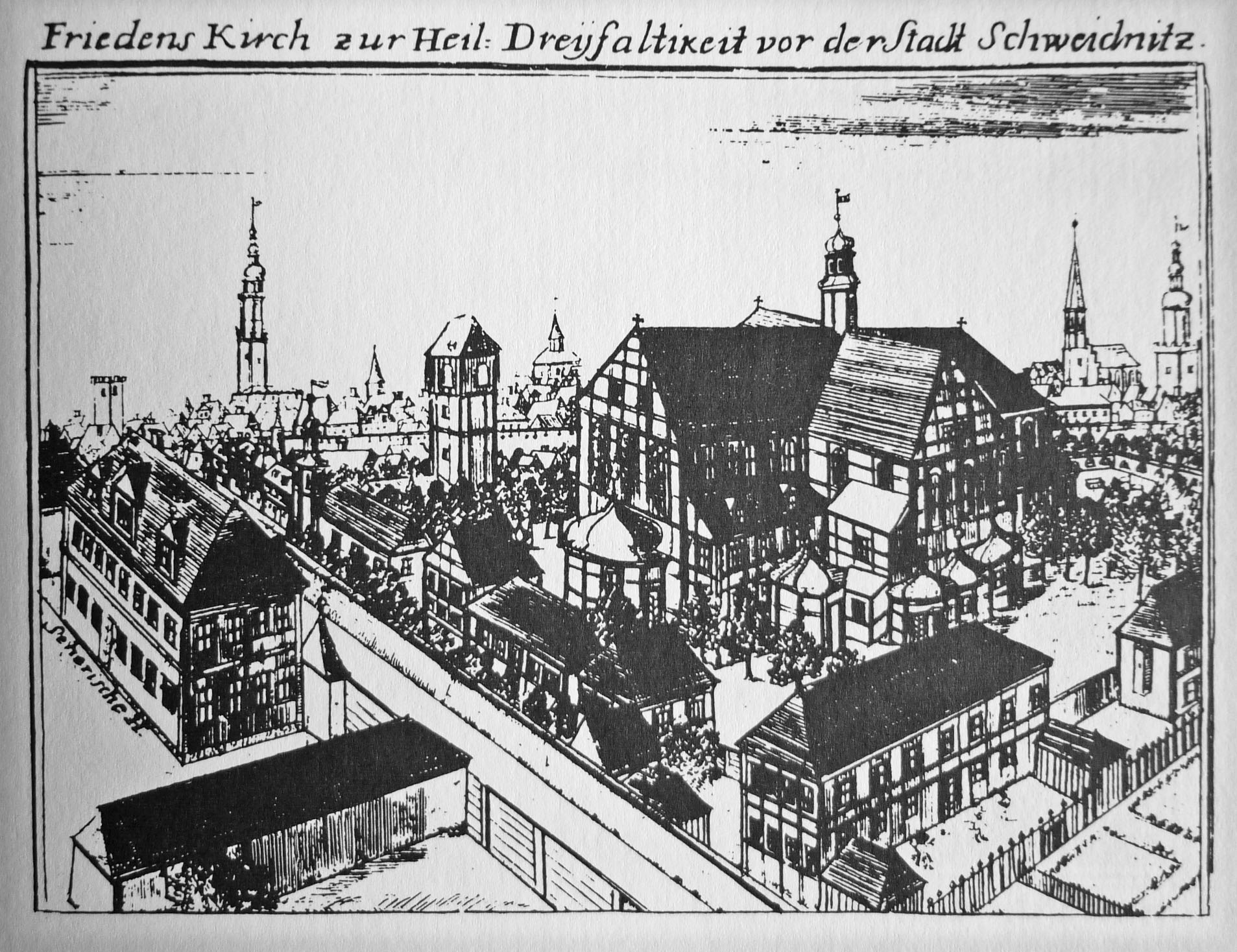
в Швейднице (Свиднице)

Несмотря на перечисленные выше ограничения, церкви мира стали крупнейшими деревянными религиозными сооружениями за пределами Японии, так как при их постройке были применены передовые архитектурные и строительные решения. Церковь мира в Свиднице занимает 1180 кв. м. и вмещает 6000 верующих, а церковь в Яворе — 1090 кв. м. и 7500 верующих (3000 сидячих мест). В построенной два века спустя финской церкви в Керимяки при этом — 3400 сидячих мест, но общая вместимость (со стоячими местами) — только около 5000 человек.
Церковь мира в Яворе
Церковь мира в Свиднице
Церковь мира в Глогуве

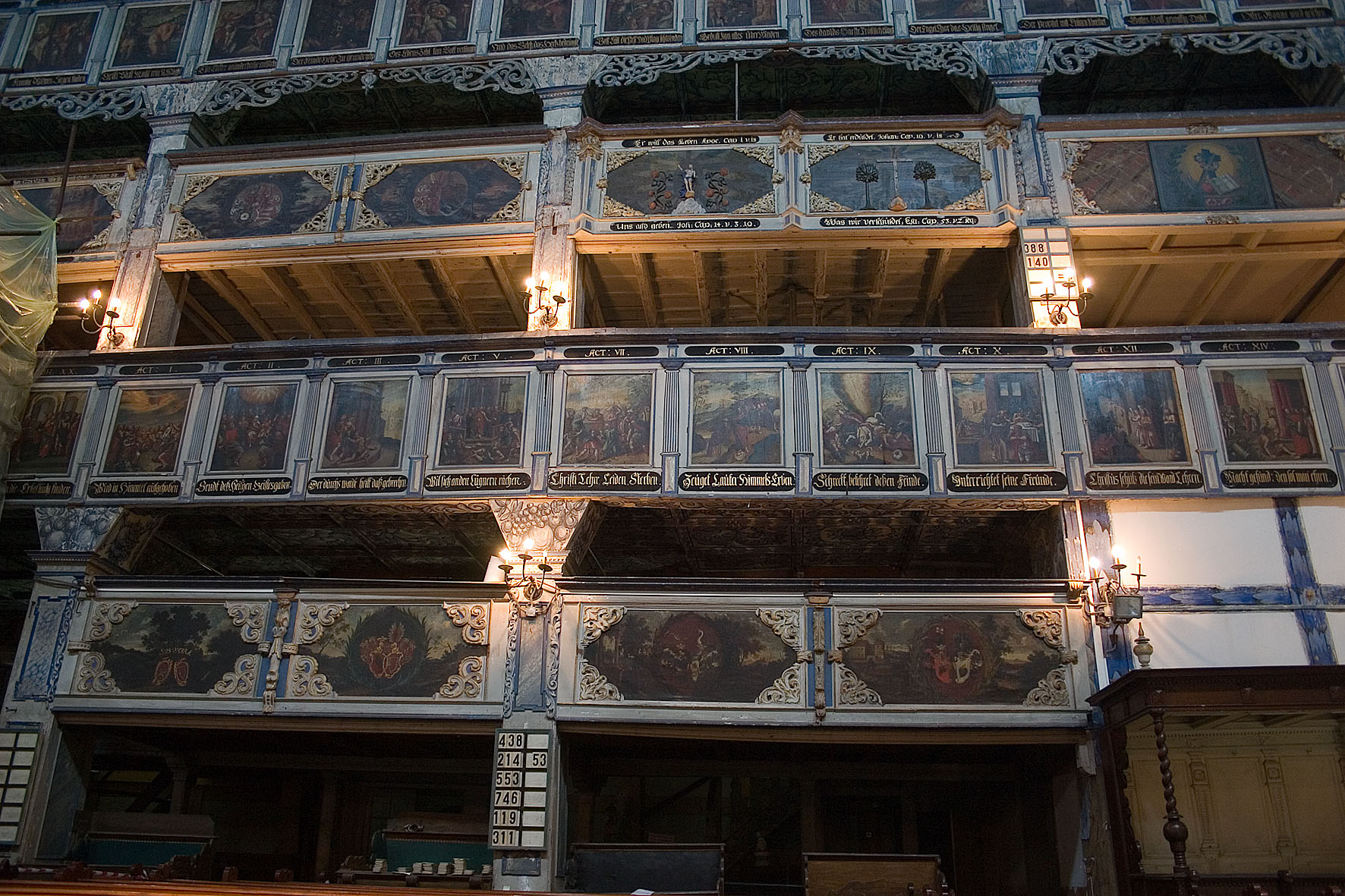
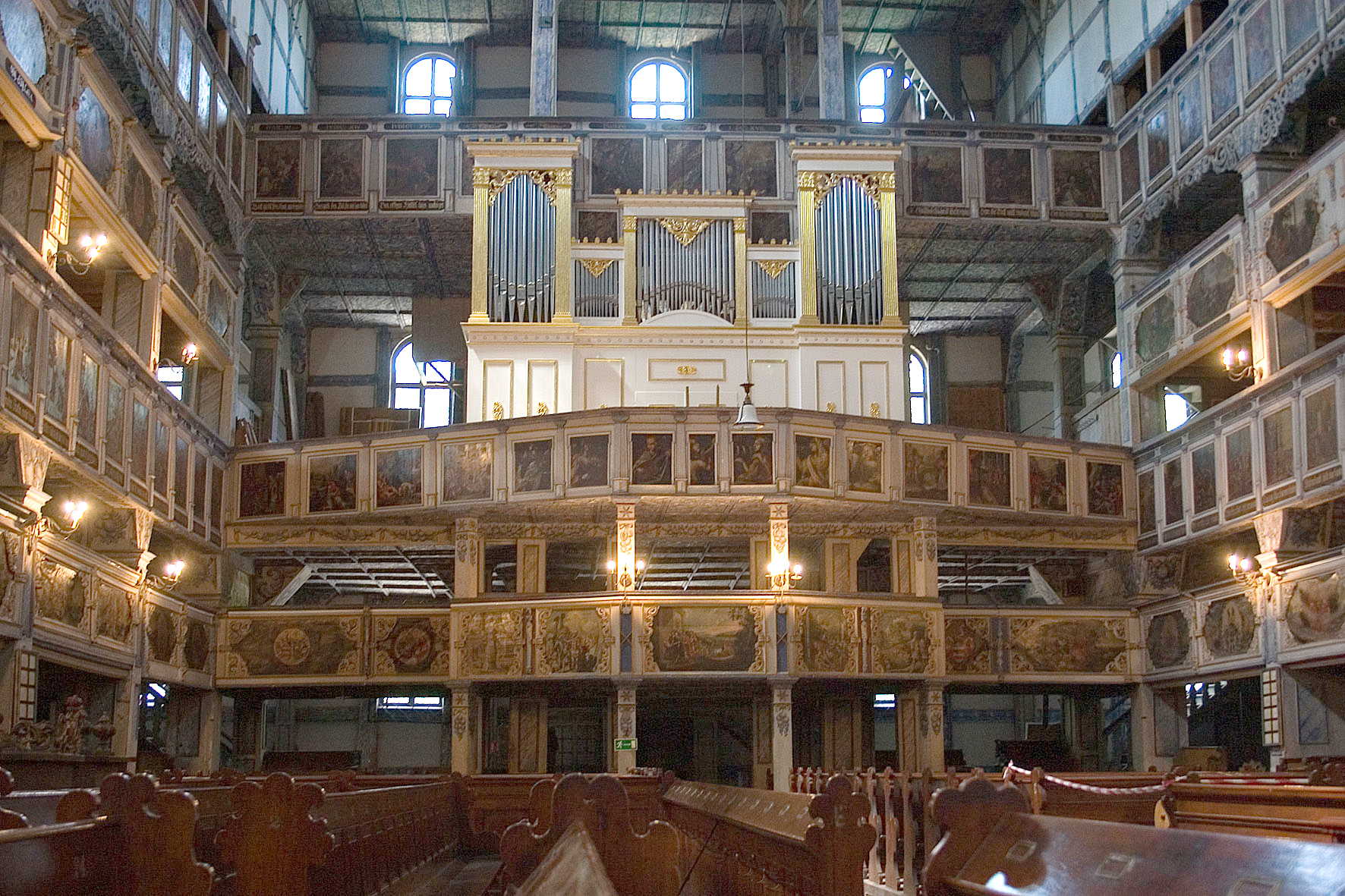
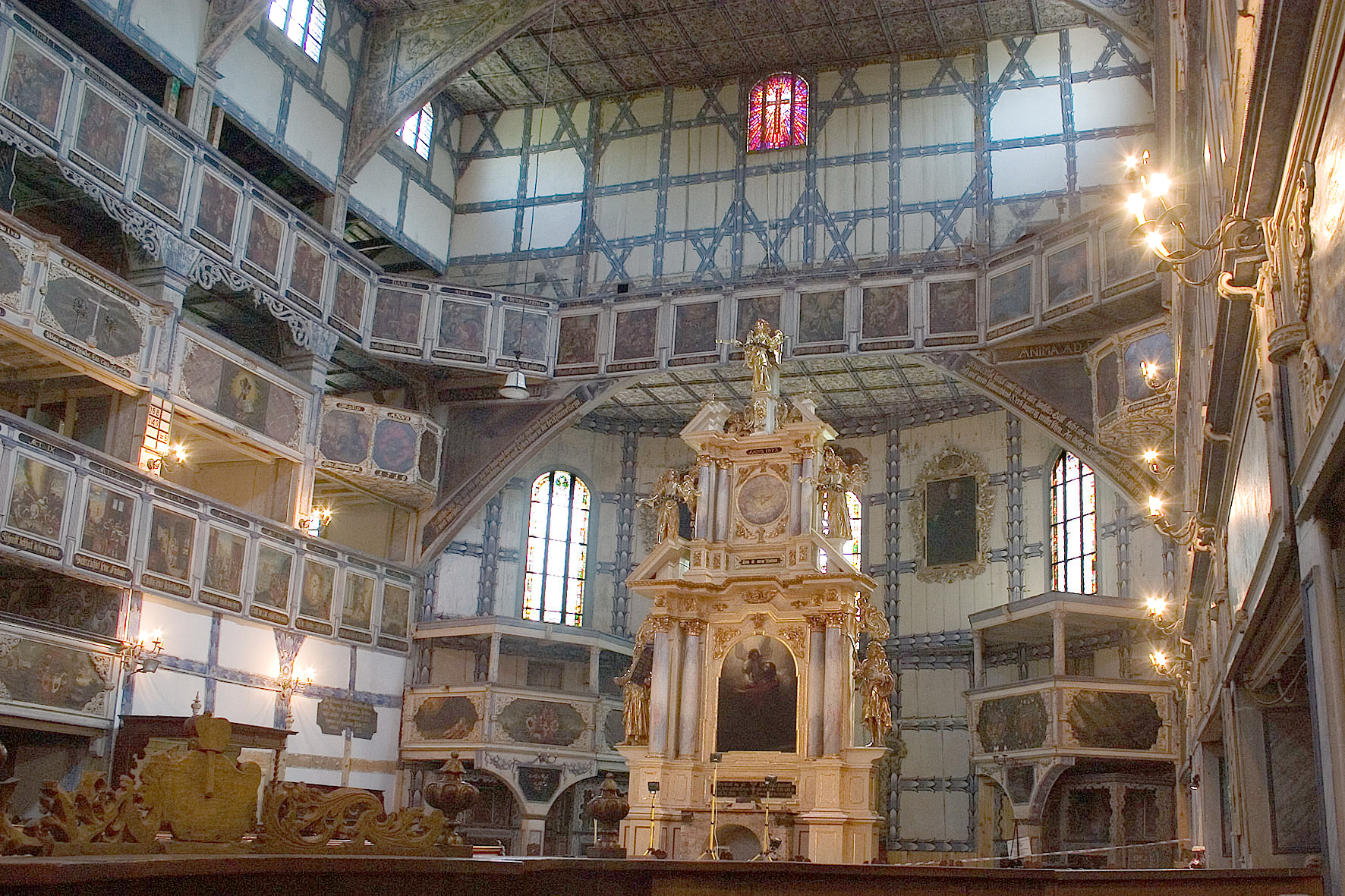

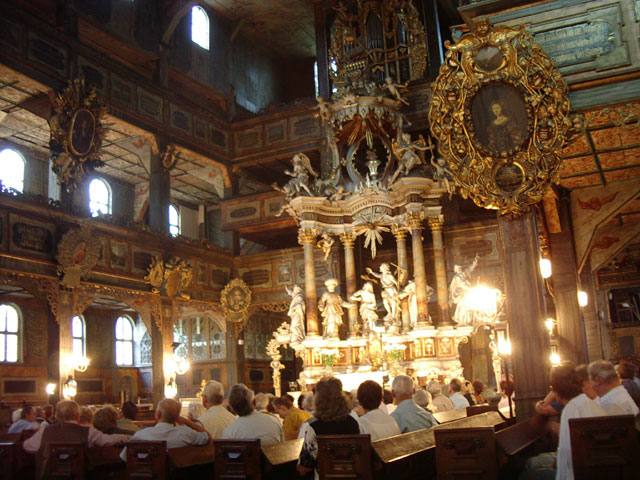
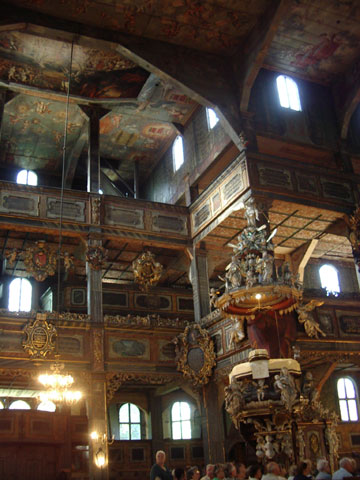
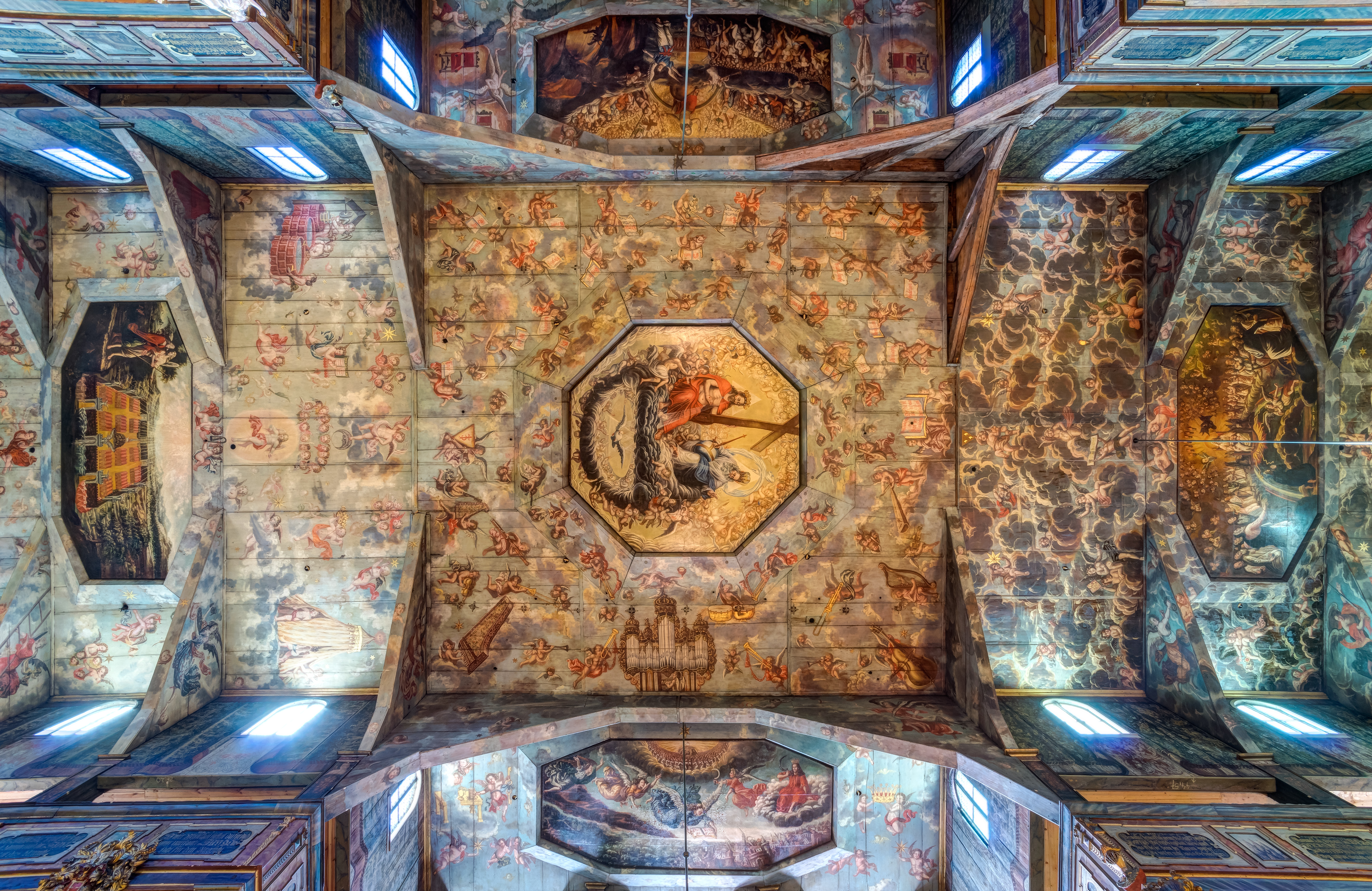

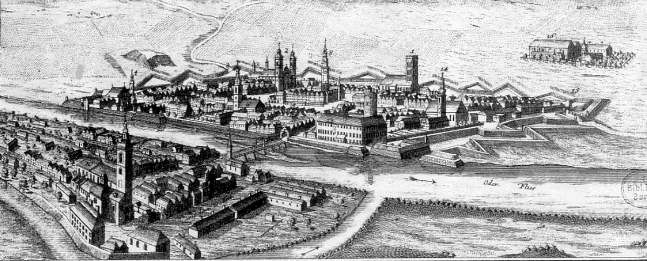
Панорама Глогува (XVII век). Костел мира виден в правом верхнем углу